# فرانسوا الثاني ملك فرنسا
فرانسوا الثاني (بالفرنسية: François II)‏ (19 كانون الثاني 1544 - 5 كانون الأول 1560) قرين ملكة اسكتلندا (1558-1560) وملك فرنسا (1559-1560)، ولد في قصر فونتينبلو الملكي، سين ومارين، ابن هنري الثاني ملك فرنسا (31 آذار 1519 - 10 تموز 1559) وكاترين دي ميديشي (13 نيسان 1519 - 5 كانون الثاني 1589) وهو حفيد فرانسوا الأول ملك فرنسا وحفيد كلود، دوق غيس وأخ شارل التاسع وهنري الثالث

## قرين ملكة اسكتلندا
بعد موت والدها، توجت ماري ستيوارت بتاج ملكة اسكتلندا في قلعة ستيرلنج في 9 أيلول 1543 وهي في عمر التسعة أشهر. الزواج بين ماري وفرانسوا تم التخطيط له من قبل هنري الثاني في 1548 عندما كان فرانسوا في عمر الأربعة أعوام.
بمجرد التصديق رسمياً على اجرءات الزواج، أُخِذت ماري إلى فرنسا لكي تتم تربيتها في القصر الملكي وهي ابنة الستة أعوام. برغم أن ماري ستيوارت كانت طويلة وكانت بليغة في كلامها وطلقة، وكان فرانسوا قصيراً ومتلعثماً دائماً، إلا أن هنري الثاني قال انه من اللحظة الأولى التي قابلوا فيها بعض قد أحسوا بمشاعر وكأنهم يعرفون بعض منذ القدم.
في 24 نيسان 1558، تم زواج فرانسوا ذو الأربعة عشر عاماً من ملكة اسكتلندا. وذلك تمهيداً للاتحاد حيث أعطى ذلك فرصة لملوك فرنسا المستقبليين بالمطالبة بعرش اسكتلندا وأيضا المطالبة بعرش إنجلترا وذلك من خلال جد ماري العظيم هنري السابع ملك إنجلترا.
على أية حال لم ترزق ماري وفرانسوا بأي أطفال خلال زواجهم القصير.

## ملك فرنسا

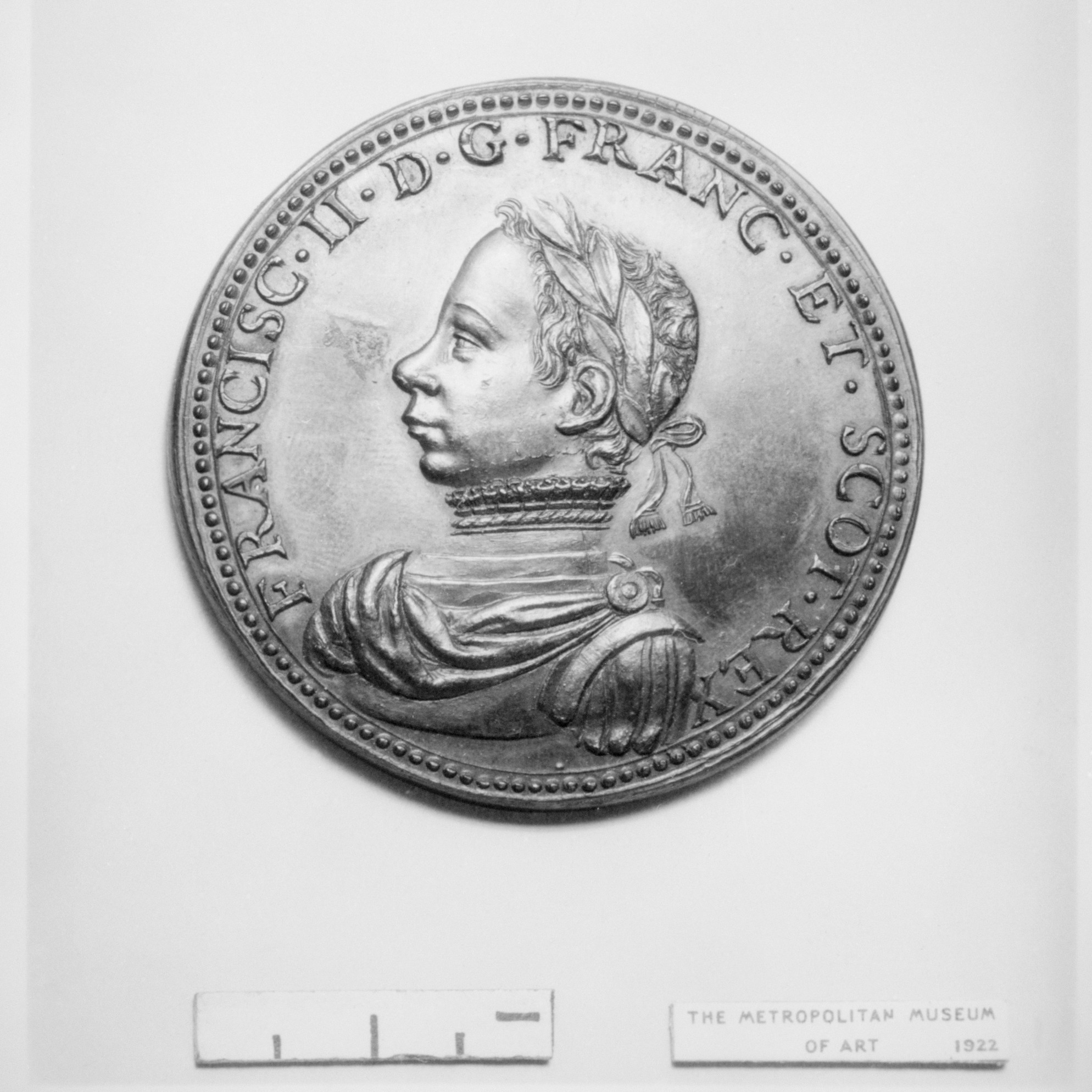
فرانسوا الثاني ملك فرنسا وملك اسكتلندا

بعد سنة من الزواج، مات والده عندما كان فرانسوا في الخامسة عشرة من عمره وتوج ملكاً على فرنسا في الريمس. التاج كان ثقيلاً لدرجة أن النبلاء اضطروا إلى تثبيته بأيدهم على رأس فرانسوا.
أمه كاترين دي ميديشي كانت هي الوصية عليه ولكن لأعمام ماري فرانسوا جوس وشارليز جوس القوة الخفية في ذلك الوقت.
مات فرانسوا الثاني الذي كان دائما طفلا مريضا وذلك في 5 كانون الأول 1560 في أورليان، إقليم لواريت وكان في السادسة عشرة من عمره عندما ساءت حالته بسبب عدوى في أذنه وأدت إلى ورم في مخه وهو مدفون في كنيسة القديس دنيس.
خلفه بعده أخوه شارل التاسع (27 تموز 1550- 30 أيار 1574)

## معرض صور
